# 马克·威尔金斯
马克·威尔金斯（英語：Mac Wilkins，1950年11月15日—），美国男子田径运动员。他曾代表美国参加1976年、1984年和1988年夏季奥林匹克运动会田径比赛，共收获一枚金牌和一枚银牌。